# Élections législatives indiennes de 1998
Les élections législatives indiennes de 1998 ont lieu les 16, 22 et 28 février 1998 afin d'élire les 545 députés qui composent la Lok Sabha. Ces élections sont provoquées par la chute du gouvernement élu en 1996 : le Congrès retire son soutien au gouvernement du Front uni de I.K. Gujral après son refus d'exclure le DMK de la coalition alors que ce parti est suspecté d'être lié aux séparatistes srilankais accusés de l'assassinat de Rajiv Gandhi.
Ces résultats sont une défaite pour le Congrès, la première fois depuis l'Indépendance que le parti perd deux élections d'affilée. Les résultats ne permettent toutefois pas de dégager une majorité. Le Bharatiya Janata Party arrive en tête et parvient à former un gouvernement sous la conduite d'Atal Bihari Vajpayee avec le soutien de 286 députés. Mais ce gouvernement s'effondre avant la fin de l'année par le retrait de l'AIADMK et de nouvelles élections sont convoquées.